# Eryngium horridum
Eryngium horridum är en flockblommig växtart som beskrevs av Gustaf Oskar Andersson Malme. Eryngium horridum ingår i släktet martornar, och familjen flockblommiga växter. Inga underarter finns listade i Catalogue of Life.